# Hachimaki
Un hachimaki (鉢巻?) es una cinta, normalmente de tela roja o blanca, que los japoneses se anudan en la cabeza como símbolo de esfuerzo o constancia. Es una palabra compuesta de hachi (frente) y maki (cinta), pues la cinta cubre la frente, que es donde suele exhibirse algún símbolo o palabra relacionados con la perseverancia y la voluntad de éxito del portador de la cinta.

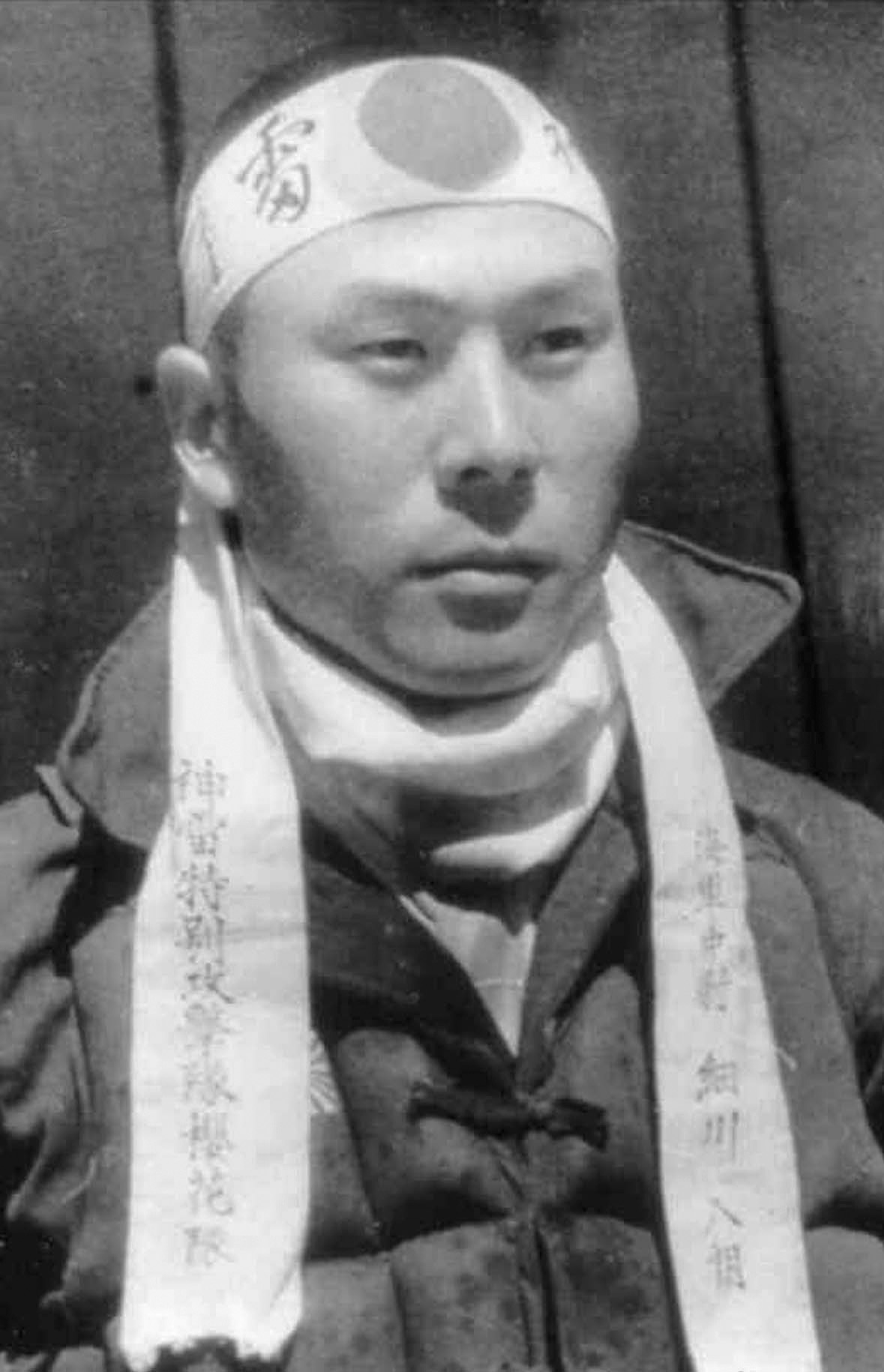
Piloto tokkōtai portando un hachimaki en la cabeza.

En la película bélica Tora! Tora! Tora! de 1970 se sugiere que durante la Segunda Guerra Mundial, los pilotos japoneses se colocaban el hachimaki con el símbolo del sol naciente en la frente para, según sus creencias, verse protegidos de los espíritus malignos y, al mismo tiempo, verse provistos del valor necesario para poder acometer sus misiones con éxito. En dicho film, el actor Takahiro Tamura en el rol del Capitán de Fragata Mitsuo Fuchida, encargado de dirigir la primera oleada de aviones durante el ataque contra la base estadounidense de Pearl Harbor el 7 de diciembre de 1941, vestía un hachimaki que fue entregado por uno de sus pilotos como signo de admiración hacia su líder. 
En las películas de la saga de Karate Kid al igual que en algunoscapítulos de la serie televisiva spin off Cobra Kai, Daniel San, interpretado por el actor Ralph Macchio, lleva un hachimaki obsequiado por su maestro el señor Miyagi. 
El hachimaki no obstante, no es una prenda exclusiva de los hombres con rangos militares o los artistas marciales sino que incluso cocineros, estudiantes, trabajadores, cosplays y mujeres también emplean la famosa banda para que les infunda fuerza para superar un examen, una tarea o un parto.
Además de su cometido espiritual, el hachimaki también cumple con una tarea más funcional, ya que sirve para absorber el sudor cuando se lleva a cabo una tarea.